# Siler collingwoodi
Siler collingwoodi är en spindelart som först beskrevs av Pickard-Cambridge O. 1871.  Siler collingwoodi ingår i släktet Siler och familjen hoppspindlar. Inga underarter finns listade i Catalogue of Life.